# Cúrion (Xipre)

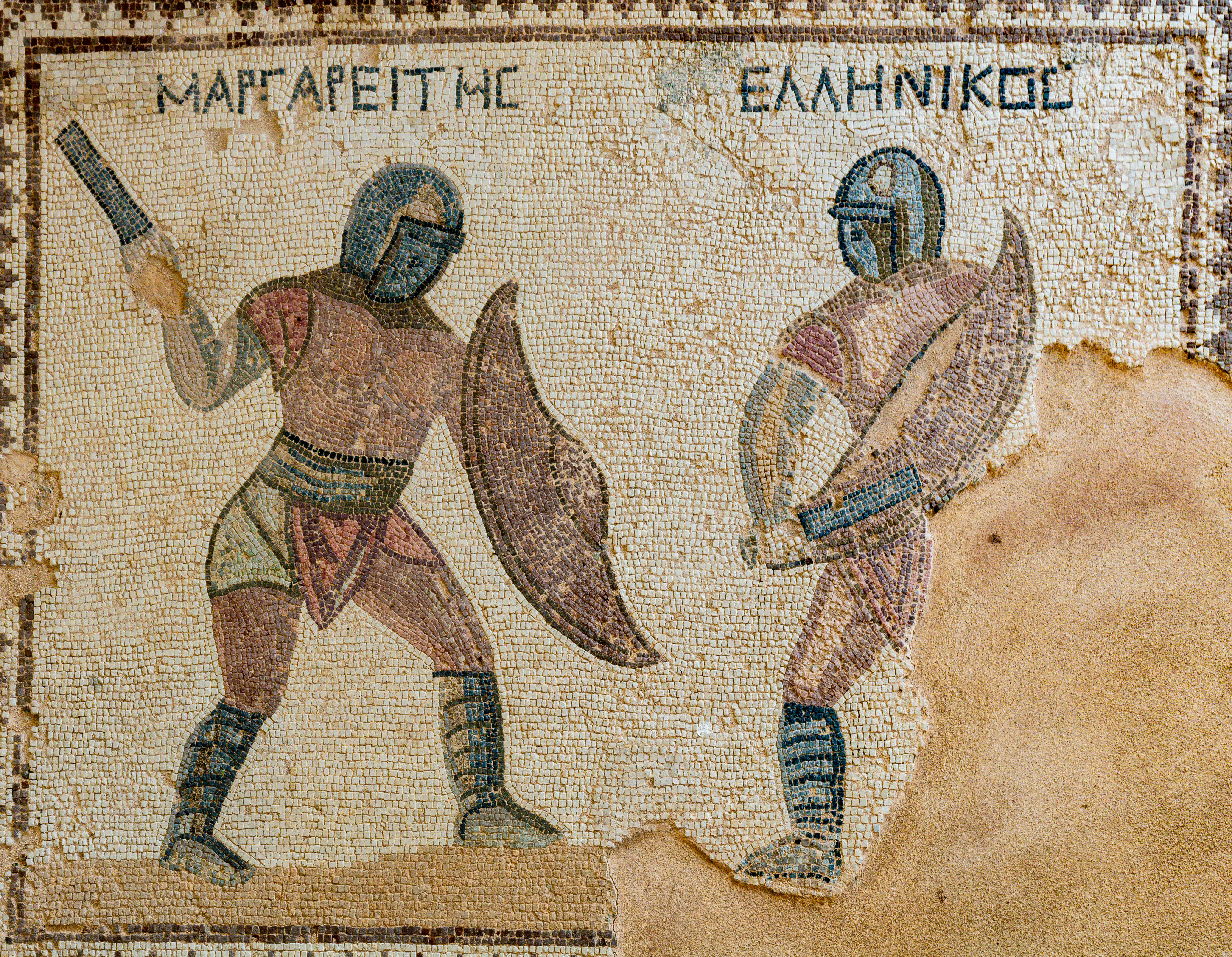
Mosaic de la Casa dels Gladiadors

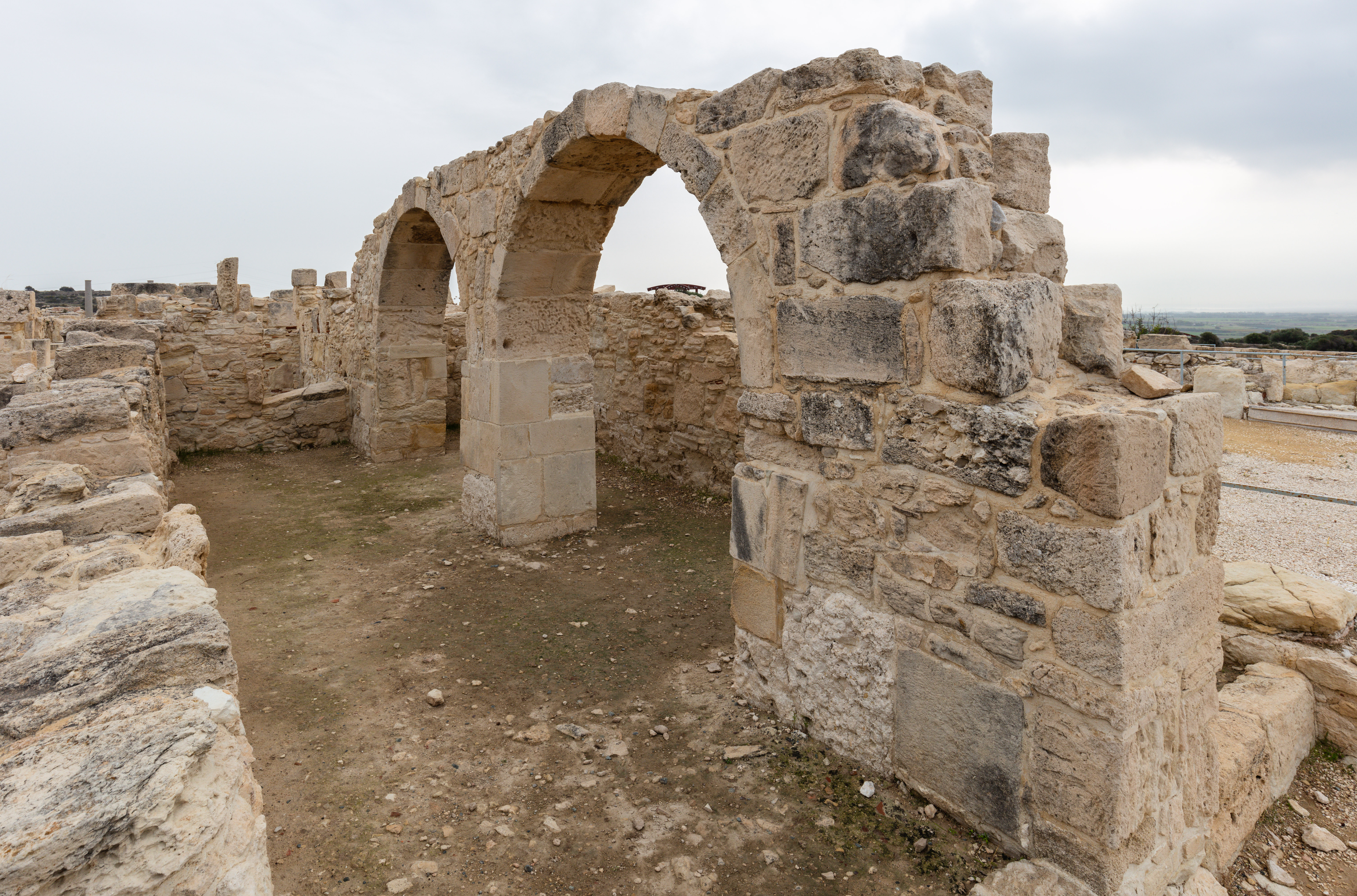
Antiga basílica cristiana

Cúrion (en grec antic: Κούριον) va ser una antiga colònia grega i fenícia de Xipre.

## Mitologia i creences
La seua fundació mítica s'atribueix a Curieu, fill de Cínires. Estrabó l'esmenta com el primer indret de la costa occidental de Xipre orientat cap a Rodes, i afegeix que era a prop d'un promontori des d'on es llançaven les persones que tocaven l'altar d'Apol·lo. Aquest santuari d'Apol·lo Hilates, l'esmenta també Claudi Elià, que explica que allí es refugiaven els cérvols. L'epítet hilates es documenta si més no des del principi de l'època hel·lenística i el seu culte va arribar a ser molt important, fins i tot a Egipte i potser a Magnèsia. També està testificat a Cúrion el culte a Àrtemis, Demèter, Persèfone, Arsínoe II i és possible que també s'hi veneràs Asclepi, Ptolemeu IV Filopàtor i Isis. També s'ha trobat una dedicatòria a «tots els déus».

## Història
Sembla que els primers que s'hi van establir eren fenicis. Heròdot, però, i Estrabó, esmenten que es deia que havia estat fundada per argius. Cúrion apareix en inscripcions assíries del temps d'Assarhaddon i Assurbanipal a començament del segle vii aC. Estesenor, rei de Cúrion, va trair l'any 498 aC la resta de les ciutats de l'illa i va lluitar amb els perses en el seu enfrontament contra els xipriotes. Poc després, Salamina es va unir també als perses.

## Restes arqueològiques

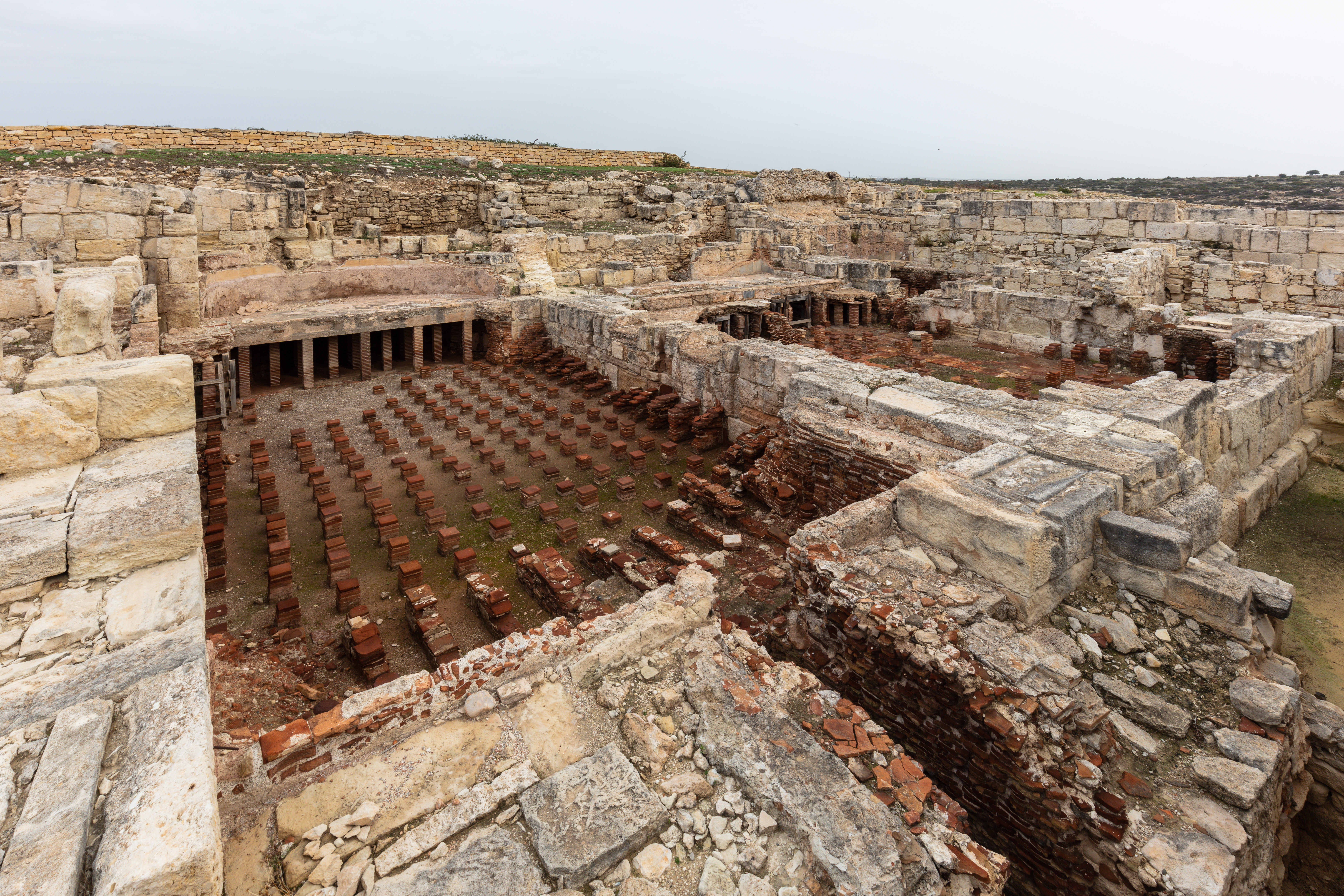
Termes de Cúrion

Es conserven fragments de decrets de Cúrion del segle iii aC, en què s'esmenten institucions com la Bule o l'existència d'un secretari (γραμματεὺς τῆς πόλεως), i més tard, al segle ii aC, es documenten arconts, secretaris i agorànoms. D'època hel·lenística també s'han trobat decrets honorífics, i epitafis. A més a més, apareix documentat un gimnàs. Hi havia també un estadi i un teatre grec del segle ii aC. Entre les inscripcions que s'han descobert algunes són en sil·labari xipriota i en llengua fenícia. Altres objectes que s'han trobat a Cúrion són una enòcoa de faiança d'origen egipci, una estàtua eqüestre que podria representar Alexandre el Gran i Bucèfal, datada al 300 aC i un mosaic del segle iii aC.